# Tomasz Burek
Tomasz Łukasz Burek (ur. 7 marca 1938 w Warszawie, zm. 1 maja 2017 w Pruszkowie) – polski krytyk literacki, historyk literatury, eseista.

## Życiorys
Syn pisarza i działacza ludowego Wincentego Burka i Zofii z Młodożeńców. W listopadzie 1939 roku przeniósł się wraz z rodzicami do Sandomierza. Tutaj w 1955 roku ukończył I Liceum Ogólnokształcące (Collegium Gostomianum). W latach 1955–1960 odbył studia na Wydziale Dziennikarskim Uniwersytetu Warszawskiego.
Jako krytyk literacki debiutował w 1957 roku recenzją z przedstawienia Don Juana Moliera zatytułowaną Nie ma Moliera. Od 1961 roku systematycznie współpracował z „Twórczością”, a nieregularnie z innymi czasopismami. W 1967 roku został przyjęty do Związku Literatów Polskich (od 1980 roku był członkiem Zarządu Głównego i sekretarzem Komisji Kwalifikacyjnej). W latach 1968–1970 współredagował młodoliteracki periodyk „Orientacja”, w 1972 roku „Nowy Wyraz” (był zastępcą redaktora naczelnego).
W 1970 roku podjął pracę naukową w Instytucie Badań Literackich PAN jako asystent. Opublikował wówczas książki „Zamiast powieści” (1971) i „Dalej aktualne” (1973). W 1980 obronił pracę doktorską „Krytyka literacka w dwudziestoleciu międzywojennym” i został zatrudniony w IBL jako adiunkt.
W 1976 roku podpisał protest przeciw planowanym zmianom w Konstytucji PRL „Memoriał 101”; od tej pory brał udział w działaniach opozycji demokratycznej. Jesienią 1977 roku wykładał na tzw. Uniwersytecie Latającym, a w 1978 roku został członkiem i wykładowca Towarzystwa Kursów Naukowych. W ramach serii Zeszyty Towarzystwa Kursów Naukowych opublikował w drugim obiegu rozprawę „Jaka historia literatury jest nam potrzebna?” (1979). W latach 1977–1981 wchodził w skład redakcji nieocenzurowanego czasopisma „Zapis”. W 1980 roku został członkiem NSZZ Solidarność. Uczestniczył w rozpoczętej 7 maja 1980 roku głodówce w obronie aresztowanego twórcy Niezależnej Oficyny Wydawniczej Mirosława Chojeckiego i drukarza Bogdana Grzesiaka. Współpracował z wychodzącymi poza cenzurą czasopismami: „Nowy Zapis”, „Kultura Niezależna”, „Almanach Humanistyczny” oraz londyńskim „Pulsem”. W 1985 roku został zwolniony z pracy w Instytucie Badań Literackich, ponownie przyjęty w 1989 roku. W 1987 roku opublikował w Londynie zbiór szkiców „Żadnych marzeń”. W 1988 został członkiem polskiego PEN Clubu.
W 1989 roku wszedł do Komitetu Założycielskiego Stowarzyszenia Pisarzy Polskich, był członkiem Zarządu Głównego i przewodniczącym Komisji Kwalifikacyjnej, a w latach 1991–1996 także wiceprezesem SPP. W pierwszym dziesięcioleciu III Rzeczypospolitej współpracował z wieloma czasopismami oraz Radiem Wolna Europa, Radiem Bis i Programem I Telewizji Polskiej. Od 1991 roku systematycznie współpracował z Programem II Polskiego Radia.
Jest współautorem syntezy przygotowanej w Instytucie Badań Literackich PAN „Literatura polska 1918-1975.” Opracował również szereg sylwetek do wydawnictwa „Obraz literatury polskiej XIX i XX wieku”. Poświęcił większe prace wielu znanym pisarzom polskim i obcym. Jest autorem opracowań „Utworów poetyckich” i „Poezji wybranych” Stanisława Młodożeńca, tomu szkiców literackich Ryszarda Zengla, tekstów krytycznych Andrzeja Kijowskiego, dzieł Stanisława Brzozowskiego, esejów Gustawa Herlinga-Grudzińskiego, listów Wincentego Burka i Jarosława Iwaszkiewicza
U schyłku PRL należał krótko do konspiracyjnej Polskiej Partii Socjalistycznej (tzw. PPS Jana Józefa Lipskiego). W czerwcu 1992 roku wstąpił na krótko do Porozumienia Centrum. Sympatyzował później z Ruchem Odbudowy Polski.
Jako mieszkaniec Podkowy Leśnej aktywnie uczestniczył w działalności powołanego w 1994 przez społeczność lokalną Stowarzyszenia Ogród Sztuk i Nauk. Współpracował z lokalną prasą periodyczną. Podtrzymując związki z Sandomierzem, przyjął członkostwo Towarzystwa Naukowego Sandomierskiego i publikował w Zeszytach Sandomierskich. Prowadził gościnnie zajęcia z krytyki literackiej w Studium Literacko-Artystycznym na Uniwersytecie Jagiellońskim w Krakowie. W 2016 był autorem adaptacji powieści Quo vadis Henryka Sienkiewicza do edycji akcji Narodowe Czytanie.
Został członkiem Warszawskiego Społecznego Komitetu Poparcia Jarosława Kaczyńskiego w przedterminowych wyborach prezydenckich w 2010.
W 2015 był członkiem Ogólnopolskiego Komitetu Poparcia Andrzeja Dudy w wyborach prezydenckich.
Pełnił funkcję przewodniczącego jury ustanowionej w 2017 Nagrody Literackiej im. Marka Nowakowskiego.
Zmarł 1 maja 2017 w Pruszkowie. Został pochowany na cmentarzu w Podkowie Leśnej 10 maja 2017.

## Twórczość
- Zamiast powieści (Czytelnik, 1971)
- Dalej aktualne (Czytelnik, 1973)
- Jaka historia literatury jest nam potrzebna? (Niezależna Oficyna Wydawnicza Nowa, 1979)
- Żadnych marzeń (Polonia, 1987, Pokolenie 1989)
- Dzieło niczyje (Wydawnictwo Literackie, 2001)
- Dziennik kwarantanny (Arcana, 2001, 2019)
- Niewybaczalne sentymenty (Iskry, 2011)
- Pamięć głęboka (Więź, 2021)
- Niezależność i powinność. Szkice krytycznoliterackie (Instytut Literatury, 2022)

## Nagrody i odznaczenia
- Nagroda im. Stanisława Piętaka (1972)
- Nagroda Fundacji im. Kościelskich (1973)
- Nagroda Życia Literackiego (1974)
- Nagroda Polcul Foundation (1988)
- Krzyż Komandorski Orderu Odrodzenia Polski (2007)[9]
- Złoty Medal „Zasłużony Kulturze Gloria Artis” (2016)[10]
- Krzyż Komandorski z Gwiazdą Orderu Odrodzenia Polski – pośmiertnie (2016, za wybitne zasługi dla rozwoju polskiej kultury, za osiągnięcia w pracy naukowej oraz działalności na rzecz popularyzowania literatury ojczystej)[4]